# Benicadell
Benicadell är en bergstopp i Spanien.   Den ligger i provinsen Província de València och regionen Valencia, i den östra delen av landet, 300 km sydost om huvudstaden Madrid. Toppen på Benicadell är 1 104 meter över havet, eller 568 meter över den omgivande terrängen. Bredden vid basen är 9,4 km.
Terrängen runt Benicadell är huvudsakligen kuperad, men norrut är den platt.Runt Benicadell är det glesbefolkat, med 20 invånare per kvadratkilometer. Närmaste större samhälle är Alcoy, 14,4 km söder om Benicadell. Trakten runt Benicadell består till största delen av jordbruksmark.